# 카르멘 마우라
카르멘 가르시아 마우라(스페인어: Carmen García Maura, 1945년 9월 15일 ~ )는 스페인의 배우이다. 모국인 스페인과 프랑스를 중심으로 유럽 영화계에서 60여년 넘게 활동했으며, 페드로 알모도바르 감독과 알렉스 데 라 이글레시아 감독과 자주 작업하는 것으로 유명하다.
유럽 영화상 여우주연상 2회(1988, 1990), 고야상 여우주연상 3회(1988, 1990, 2000) 수상자이다. 뿐만 아니라, 영화 《귀향》을 통해 동료 여배우들과 함께 칸 영화제 여자배우상을 공동수상했다.

## 출연 작품
- 나쁜 버릇 (1983)
- 욕망의 법칙 (1987)
- 신경쇠약 직전의 여자 (1988)
- 아 카르멜라 (1990)
- Sombras en una batalla (1993)
- 리스본 (1999)
- 커먼 웰스 (2000)
- 귀향 (2006)